# 槃羅茶全
槃羅茶全（ばんらちゃぜん、バン・ラチャトゥアン、Bàn La Trà Toàn、 ? - 1471年）は、チャンパ王国（占城国）の国王（在位：1460年 - 1471年）。摩訶貴由の弟。摩訶賁該の娘を妻とした。
『大越史記全書』には「政務を顧みることなく暴政を布き、レ朝の使節を侮辱し、黎朝が入寇したと明を欺いて助けを求めた」人物と書かれる。1470年8月に歩兵、水軍、象兵、騎兵合わせて10万余りの軍を率いて化州（現在のトゥアティエン＝フエ省）に侵入した。現在のクアンナム近郊でレ・タイントンの軍に陸海両方から挟撃を受けて敗れ、闍槃に退却しようとするがサキで待ち伏せていたレ軍の追撃を受ける。弟の率いる軍が敗れるに至って降伏の使者を送るが交渉は開かれず、1471年3月1日に王都ビンディン（闍槃）は陥落、40000余りの人間（一説には60000）が殺害され、30000余りが捕虜として連行された。槃羅茶全は家族と共に捕らえられ、護送中に恐怖のため憔悴して没すると彼の首は死体から切り離され、体は海の中に投げ入れられた。その首は「占城元悪茶全之首」と書かれた白旗と共に船頭に吊るされて晒された。また、山岳部の華英国王、南蟠国王を封じた。
中国の史書『明史』には天順、成化年間に槃羅茶全が数度朝貢した時の記録が残る。天順4年（1460年）9月に即位、明の使者である給事中の黄汝霖、行人の劉恕によって王に封ぜられた。先王摩訶槃羅悅（『明史』中では摩訶槃羅悦と書かれる）の時代からチャンパは明に大越レ朝の侵入を訴えており、天順8年（1464年）の入貢でもチャンパの使者は自国がレ朝から攻撃を受けて貢物を要求されていることを明の朝廷に訴え、仲裁に入った明が両国の領域を策定した。成化5年（1469年）の入貢当時、チャンパはレ朝に再び臣従を迫られ、要求を拒否したチャンパがレ朝を攻撃した事情を『明史』は伝える。
マラッカ王国の歴史伝承集『スジャラ・ムラユ』(マレー年代記)に見えるチャンパ王 ポーゴポオ（Po Gopoh ）と同一視する意見があるが、学術的な検証はなされていない。Po Gopoh が Koci / Kuci の皇帝へ娘を嫁にやるのを拒否して Koci にほろぼされた後に槃羅茶全の2人の王子がそれぞれマラッカと北スマトラのアチェに亡命し、スマトラに亡命した王子をアチェ王国の建国者アリ・ムハヤット・シャーと同一人物とする異説が記録されている。